# Formylchloride
Formylchloride is het zuurchloride van mierenzuur (methaanzuur), met als brutoformule {\displaystyle {\ce {CHClO}}}.